# レイモンド・チャンドラー
レイモンド・ソーントン・チャンドラー（Raymond Thornton Chandler, 1888年7月23日 - 1959年3月26日）は、アメリカ合衆国シカゴ生まれの、小説家で脚本家。

## 概要

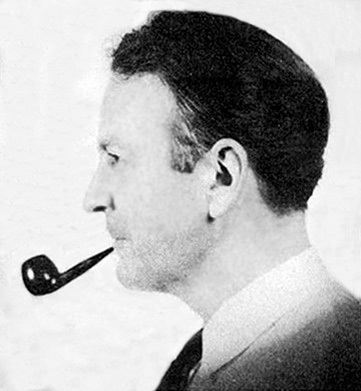
1943年

1932年、44歳のとき大恐慌の影響で石油会社での職を失い、推理小説を書き始めた。最初の短編「脅迫者は撃たない」は1933年「ブラック・マスク」という有名なパルプ・マガジンに掲載された。処女長編は1939年の『大いなる眠り』である。長編小説は7作品だけで（8作目は後にロバート・B・パーカーが完結させた）、他は中、短編であるが、チャンドラーの長編はほとんど先に書いた中篇が元になっている。『プレイバック』以外の長編はいずれも映画化されている。死の直前にアメリカ探偵作家クラブ会長に選ばれた。1959年3月26日、カリフォルニア州ラホヤで死去。
チャンドラーの文体はアメリカ大衆文学に大きな影響を及ぼし、ダシール・ハメットやジェームズ・M・ケインといった他の「ブラック・マスク」誌の作家と共にハードボイルド探偵小説を生み出したとされている。彼が生み出した主人公フィリップ・マーロウはハメットのサム・スペードと共にハードボイルド系「私立探偵」の代名詞とされている。ハンフリー・ボガートが映画で両者とも演じているが、チャンドラー自身はマーロウに一番近い俳優としてケーリー・グラントをあげている。
チャンドラーの長編小説の一部は文学作品として重要とされており、特に『大いなる眠り』(1939）『さらば愛しき女よ』(1940)、『長いお別れ』(1953) の3作品は傑作とされることが多い。あるアメリカ犯罪小説のアンソロジーでは『長いお別れ』について「主流文学の中にミステリーの要素を取り入れた作品。ただし、その1番目は20年以上前に出版されたハメットの『ガラスの鍵』である」と評している。

## 生い立ち
1888年、イリノイ州シカゴで生まれたが、幼少期は両親と（母方の）叔母と叔父といとこと共にネブラスカ州プラッツマスで過ごした。父はアルコール中毒の土木技師で鉄道建設に従事していたが、1895年に家族を捨てて去った。
1900年、母はチャンドラーに最高の教育を受けさせるためイギリスのロンドンに引っ越した。そこで母方の祖母のもとに身を寄せ、アイルランドのウォーターフォードで弁護士として成功していたクエーカーの叔父の支援を受けた。
P・G・ウッドハウスやセシル・スコット・フォレスターといった出身者のいるパブリックスクール、ダリッジ・カレッジで教育を受けた。当時、イギリスのカレッジには2つのクラスがあった。「現代クラス」（実業界に進む学生向けクラス）と「古典クラス」（ラテン語とギリシャ語を学んで、オクスフォードとケンブリッジに進学する学生向けクラス）である。チャンドラーは「現代クラス」の最上級まで進んでから、「古典クラス」の一番下の学年に移りそちらでも最上級（第六期）まで修了した。夏休みにはウォーターフォードで母方の親族と共に過ごした。17歳で学校を離れた。
大学には進学せずにパリやミュンヘンで6か月ずつ過ごし、語学力を磨いた。1907年、叔父によって公務員試験を受けさせられることとなり（チャンドラー自身は作家志望であった）イギリスに帰化し、試験には600人中3番で合格。イギリス海軍本部で職を得て、そこで6か月ほど働いた。最初の詩をこのころ出版している。なお、アメリカの市民権を得たのは1956年のことである。
公務員が性に合わず間もなく退職して家族を驚かせ、叔父は激怒した。チャンドラーはブルームズベリーにて生活を始め、「アカデミー」（高級週刊評論誌）や「ウェストミンスター・ガゼット」（夕刊紙）の記者となった。
「ウェストミンスター・ガゼット」の編集をしていた、J・A・スペンダーがチャンドラーに何らかの関心を示した最初の編集者であった。スペンダーはチャンドラーの詩やスケッチを買った。風刺的な内容のものであった。チャンドラーにスペンダーを紹介したのは、ローランド・ポンソンビー・ブレナーハセットという法廷弁護士で、アイルランドの大地主でもあった。ブレナーハセットはチャンドラーをナショナル・リベラル・クラブに入れて、読書室に出入りできるようにした。記事の執筆で週に3ギニーほど得ていた。
また、チャンドラーは「アカデミー」に多くの書評を書いた。書評を書く甲斐のある本を宛がわれることはほとんどなかった。彼にとっていくらか価値のあったのはジェフリー・ファーノルの『ひろいハイウェイ』（Jeffery Farnol ”The Broad Highway”, 1910）だけであった。エリノア・グリン（Elinor Glyn）の書評も執筆した。「アカデミー」での担当編集者は判事のセシル・カウパーという人物であった。カウパーは「アカデミー」をアルフレッド・ダグラス卿から引き継いでおり、1910年から1916年まで同誌の編集者であった。「アカデミー」の編集スタッフは中年の婦人記者とヴィズデリーという名の男であった。このヴィズデリーの兄は「ボヴァリー夫人」の翻訳をアメリカで出版したために猥褻容疑で罪に問われた人物であったという。
ロマン主義の詩を書き続けていた。チャンドラーは後にこのころについて幸福ではなかったと述べている。
1912年、23歳の頃にウォーターフォードの叔父から500ポンドを借り、利子をつけて返すことを約束。安定した職を求めアメリカに向かい、叔母と叔父を訪ねた後サンフランシスコに落ち着き、そこで簿記を学ぶ。同年末には母を呼び寄せた。1913年、ロサンゼルスに向かう。道中テニスラケットの弦を張る仕事や果樹園での収穫の仕事などをして金を貯めた。ロサンゼルスに着くと、The Los Angeles Creamery（ロサンゼルス乳業）に就職。1914年、カナディアン・ゴードン・ハイランダースに入隊。ブリティッシュ・コロンビアのヴィクトリアに送られて、訓練を受けた。カナダ軍に志願したのは、扶養家族の手当を貰えたからで、彼はその金を母親に送った。第一次世界大戦が勃発しアメリカが参戦すると（1917年4月6日）、フランスに出征、小隊長になった。1918年にはイギリス空軍（当時はRoyal Flying Corps. 後のR.A.F.）に配属された。終戦時には創成期のイギリス空軍で飛行訓練を受けていた。除隊になると母とともにカリフォルニアに戻った。
1919年にカリフォルニアに到着。あんず農園で働いたり、スポーツ用品の会社で働いたりした。独学で簿記を学んだ。彼は3年の簿記のコースを6週間で済ませた。
休戦が成立するとカナダ経由でロサンゼルスに戻り、間もなく一緒に入隊したゴードン・パスカルの継母で18歳年上のシシイと恋愛関係となった。シシイは1920年に離婚したが、チャンドラーの母はその関係に反対し、結婚を認めなかった。4年間そのような状態が続いたが、1923年9月26日に母が亡くなり、1924年2月6日にはシシイと結婚。妻はニューヨークの生まれで、クラレンス・デイの母が出た一家と親類関係にあった。
1922年から Dabney Oil Syndicate という石油会社で簿記係兼監査役として雇われ、1931年には副社長にまで登りつめたが、飲酒が過ぎること、常習的な欠勤、女性従業員との不倫などが原因で翌年には解雇された。最終的には6つの石油会社の役員になった。

### 作家生活
大恐慌で経済的に苦しかったため、チャンドラーは文筆の潜在的才能で生計を立てようと決め、E・S・ガードナーのペリー・メイスンものからパルプ・マガジンの小説の書き方を独学で学んだ。1933年にハードボイルド探偵小説の揺籃であったアメリカのパルプ・マガジン『ブラック・マスク』に18000語の中篇『脅迫者は撃たない』（”Blackmailers Don’t Shoot”）が掲載され、デビューする。『脅迫者は撃たない』の執筆には5か月費やした。
1939年発表の処女長編『大いなる眠り』で初登場したフィリップ・マーロウは、ハードボイルド派の中で最も有名な探偵といえる。『大いなる眠り』の執筆には3か月かけた。

1950年、イギリスでの版元ハミッシュ・ハミルトンへの手紙で、なぜパルプ・マガジンを読むようになり、さらに書くようになったかを説明している。
パシフィック・コーストを自動車で行き来していたとき、安くて捨てても惜しくないパルプ・マガジンを読むようになった。女性向け雑誌を読む趣味は全くないのでね。（私がそう言ってよければ）それはブラック・マスク誌の黄金時代で、粗野な面もあるものの、その書きっぷりはかなり力強く正直だと気付いた。そして、小説の書き方を学んで同時に小遣いを稼ぐというのはよい方法かもしれないと思いついた。5カ月かけて18,000語の中編を書き上げ、それを180ドルで売った。それからもかなり不安な時期をすごしたが、私は決して振り返らず前進した。
2作目の長編『さらば愛しき女よ』(1940) はそれぞれ別の脚本で3度映画化された。1944年の『欲望の果て』ではディック・パウエルがマーロウを演じた。チャンドラー自身も脚本を依頼されるようになる。ビリー・ワイルダーと共同で脚本を書いた『深夜の告白』(1944) は、ジェームズ・M・ケインの『倍額保険』が原作だった。このフィルム・ノワールの古典は、アカデミー賞脚本賞にノミネートされた。
チャンドラーの単独書き下ろし脚本としては『青い戦慄』(1946) がある。プロデューサーのジョン・ハウスマンによれば、チャンドラーは結末部分を完成させることができず、酒を飲ませてくれたら完成させると約束し、ハウスマンがそれに同意したという。この脚本でもアカデミー賞にノミネートされた。
アルフレッド・ヒッチコックの『見知らぬ乗客』(1951) でも脚本に参加している。パトリシア・ハイスミスの同名の小説が原作だが、チャンドラーは「ばかばかしいストーリー」と原作を酷評していた。この映画の脚色の際にヒッチコックと衝突し、ヒッチコックをしばしば「あのデブ野郎（that fat bastard）」と、本人に聞こえるように言っていた。ヒッチコックは鼻をつまみながらチャンドラーの草稿脚本を撮影所のゴミ箱に投げ入れたという。しかし、最終的にはチャンドラーの名前が脚本として残っている。
1946年、サンディエゴに程近い海岸沿いのカリフォルニア州ラ・ホヤに引越す。妻シシイは慢性気管支炎で体が衰弱しており、チャンドラーは家事をする合間に執筆していた。『長いお別れ』(1953) を書いた。
1954年12月12日に妻をなくして非常にふさぎ込むようになり、酒におぼれ体調を崩したが、周囲の熱心な支えもあり、1958年に『プレイバック』で復帰する。『プレイバック』はユニバーサル・ピクチャーズのために書いた脚本（映画化されず）が元になっている。さらに翌1959年、『プードル・スプリングス物語』の執筆にとりかかるも、冒頭の第4章まで書いたところで亡くなった。同作は1989年、著名なハードボイルド作家であり、チャンドラーの熱心なファンでもあったロバート・B・パーカーが遺族の承諾を得た上で、続きを執筆し完成させた。パーカーは他に『大いなる眠り』の続編『夢を見るかもしれない Perchance to Dream』（1991年）も書いている。
チャンドラーによるマーロウを主人公とする最後の短編は1957年ごろの "The Pencil" で、日本語では「マーロウ最後の事件」となっている。HBOは1983年から1986年にかけて Philip Marlowe, Private Detective というドラマシリーズを放送しており、「マーロウ最後の事件」も1エピソードの原作として使われた。

## 晩年と死
1954年、妻シシイが長い闘病の末、亡くなった。傷心で酒におぼれたチャンドラーは、火葬した遺骨の埋葬を怠り、その骨壷は墓地の貯蔵用ロッカーに57年間放置されていた。
シシイの死後、寂しさからうつ病の傾向が悪化し、長い間飲酒し続け、執筆の質も量も低下した。1955年2月には自殺未遂を起こしている。ジュディス・フリーマンは The Long Embrace: Raymond Chandler and the Woman He Loved でそれが「助けを求める叫び声」だっとし、その証拠に彼は事前に警察に自殺するつもりだと電話していたとしている。
チャンドラーの私生活と作家生活は、付き合った女性たちに助けられ、同時に複雑化した。例えば、ヘルガ・グリーン（著作権代理人）、ジーン・フラカッセ（秘書）、ソニア・オーウェル（ジョージ・オーウェル未亡人）、ナターシャ・スペンダー（スティーブン・スペンダーの妻）がいる。特に最後の2人はチャンドラーが潜在的同性愛者だったと証言している。
イングランドでの休養後、ニューヨーク病院に入院し、ラ・ホヤに戻った。1959年3月26日、肺末梢血管ショックと腎前性尿毒症で亡くなった。チャンドラーの6万ドルの遺産は、フラカッセが遺書が直筆かどうかで訴訟を起こしたものの、ヘルガ・グリーンが相続することで決着した。
彼はサンディエゴの墓地に埋葬された。Frank MacShane の書いた伝記 The Life of Raymond Chandler によれば、チャンドラーはシシイの隣に埋葬されることを望んでいたという。しかし、実のところシシイは墓に埋葬されておらず、遺書にも埋葬について全く指示を記していなかったため、サンディエゴの墓地に埋葬されることになった。
2010年、チャンドラー研究者 Loren Latker は弁護士 Aissa Wayne（ジョン・ウェインの娘）の助力を得て、シシイの遺骨をチャンドラーの隣に埋葬する請願を出した。2010年9月、カリフォルニア高等裁判所はその請願を認める裁定を下した。
2011年のバレンタインデー（2月14日）、シシイの遺灰（遺骨）が移され、チャンドラーの墓の隣に埋葬された。その式典には百人ほどの人々が参列した。新たな共有の墓石には『大いなる眠り』の一節 "Dead men are heavier than broken hearts" が刻まれている。ジーン・フラカッセが置いた当初の墓石も側に置いてある。

## パルプ小説とチャンドラー
短編集 Trouble Is My Business (1950) の序文でチャンドラーは、探偵小説の決まりきった枠について考察し、パルプ・マガジンがそれ以前の探偵小説とどう違うのかを考察している。

標準的探偵小説の感情的基盤は、常に殺人が発覚し、正義がなされるということだった。技術的基盤は、大団円へと向かうこと以外は相対的に重視されないということだった。それによって探偵小説を書くということは多少なりとも通り一遍の作業となっていた。大団円が全てを正当化する。一方「ブラック・マスク」型のストーリーの技術的基盤は、プロットよりシーンを重視するという点で、その意味でよいプロットとはよいシーンの連なりでできているものである。理想的なミステリとは、読んでいて結末が読めないものであろう。我々がそれを書くとき、映画製作者と同様の観点に立っている。私が初めてハリウッドに行ったとき、非常に賢いプロデューサーから推理小説を元にして成功する映画を作ることはできないと言われた。なぜなら最も重要な暴露の瞬間が映画ではほんの数秒しかかからず、観客が帽子に手をのばしていたら見逃すだろうと言うのである。彼は間違っていたが、それは間違った種類のミステリを考えていたためだった。

また、パルプ・マガジンの編集者が要求する型に従う際のパルプ作家の苦心を説明している。

私が自分の書いた作品を振り返ったとき、それがもっとよいものならよかったのにと思わないではいられない。しかし、それがもっとよいものだったなら、出版されなかったかもしれない。型枠がもっと柔軟なものだったら、当時の著作物のより多くが世に出ていただろう。我々の何人かはかなり熱心に枠から抜け出そうとしたが、多くは捕まって送り返された。枠を壊さずにその限界を超えることは、絶望した老いぼれ馬以外の全ての雑誌作家の夢だった。

## 評価
W・H・オーデン、イーヴリン・ウォー、イアン・フレミングといった評論家や作家はチャンドラーの散文を高く評価している。ラジオ番組でチャンドラーと対談したフレミングは、チャンドラーの会話文を褒め称えている。素早い展開やハードボイルドなスタイルはダシール・ハメットに触発されたものだが、彼の鋭い叙情的な直喩はオリジナルである。チャンドラーの作品は探偵小説というジャンルを再定義し、"Chandleresque"（チャンドラー的）という形容詞が生まれ、必然的にパロディやパスティーシュの的となった。探偵フィリップ・マーロウはステレオタイプなタフガイではなく複雑で、時にはセンチメンタルになり、友人は少なく、スペイン語を若干しゃべり、時折メキシコ人を賞賛し、チェスとクラシック音楽を好む。また、倫理的に問題があると思えばクライアントの金を受け取らない。
今日のチャンドラーの名声とは対照的に、作家として活動していた当時は評論に傷つけられていた。Selected Letters of Raymond Chandler に収録されている1942年3月の Blanche Knopf への手紙で、作風を変えようとすると批判されることに不満を漏らしている。
最近でも彼の作品について批判的な評論が存在する。ワシントン・ポストのインタビューで書評家のパトリック・アンダーソンは、プロットが「よく言っても散漫で、悪く言えば一貫性がない」とし、黒人や女性や同性愛者の登場人物の扱いがひどいと指摘した。それでもアンダーソンはチャンドラーを「おそらく主な犯罪小説作家の中で最も叙情的」と賞賛している。
チャンドラーの小説は、1930年代から40年代にかけてのロサンゼルスとその近郊の雰囲気をよく伝えている。ただし地名は変えてある。ベイシティはサンタモニカ、グレーレイクはシルバーレイク、アイドルバレーはサンフェルナンド・バレーにそれぞれ対応する。
チャンドラーはパルプ小説の批評家でもあった。エッセイ「簡単な殺人法」は特に有名である。
長編小説は『プレイバック』を除いて映画化されている。最も有名なのはハワード・ホークス監督でハンフリー・ボガート主演の『三つ数えろ』(1946) である。ウィリアム・フォークナーが脚本に参加している。チャンドラーの脚本や映画化された小説は、フィルム・ノワールというジャンルのスタイルやテーマに少なからぬ影響を与えた。

## 人物
- E・S・ガードナーと親交があった。チャンドラーは1939年5月5日のガードナー宛の手紙に「私たちがむかしの”アクション・ディテクティブ”誌について語っていたとき、エド・ジェンキンスの身がわりのような人物で、ハリウッドの丘に邸をかまえて恐喝に対抗する組織をつくっていた若い女とかかわりになるレックス・ケーンという男について書いたあなたの作品から、私が短篇の書きかたを学んだことを、あなたに話すのを忘れていました。（中略）私はあなたの小説のひじょうにこまかい梗概をつくり、それから書きなおして、できあがったものをあなたのものとくらべ、またもとにもどって、さらに書きなおして、といったことをくり返しました」と書いており[5]、ガードナーの作品を手本のようにしていたようである。

- 以下、チャンドラーによる作家評は、1949年4月16日にアレックス・バリスに宛てた手紙の内容である。

1. エリザベス・ホールディングは作品は多くないが堅実に書き続けている個性的なサスペンス作家のナンバーワンである
2. F・W・クロフツは細かい描写のナンバーワンである
3. ドロシー・L・セイヤーズはラテン語とギリシャ語の引用のナンバーワンである
4. フィリップ・マクドナルドはとっつきやすい魅力のナンバーワンである
5. 怖がらせる作家のナンバーワンはいないが、強いて挙げるならドロシー・B・ヒューズである
6. マーガレット・ミラーの『目の壁』に登場するMCが最も興味のある人物である

- チャンドラーはハミシュ・ハミルトン（チャンドラーの著作を出版していたロンドンの書店の専務）宛の手紙（1949年12月4日）に以下のように書いており、サマセット・モームの”Ashenden”（1928）”A Christmas Holiday”（1939）、プロスペル・メリメの『カルメン』（1845）、グスタフ・フローベールの”Trois Contes”（『三つのコント』、1877）に収められている”Hérodias”、”Un cœur simple”および”Madame Bovaly”（1857）、D・H・ローレンスの”The Captain’s Doll”（1923）、ヘンリー・ジェイムスの”The Spoils of Poynton”（1896）、”The Wings of a Dove”（1902、1909）を高く評価していたことがわかる。

## 賞賛の言葉
チャンドラーはスラム街の天使のように書き、ブラインド越しのロサンゼルスの眺めをロマンチックな存在に変貌させた。—ロス・マクドナルド
レイモンド・チャンドラーはアメリカについて語る新たな方法を発明し、それ以来我々にとってアメリカは全く違ったものとして映るようになった。—ポール・オースター
その散文はさりげない雄弁さの極みにあり、我々は単なる語り部ではない名文家、ビジョンを持った作家の存在に気付いて興奮を覚える…読者はチャンドラーの誘惑的な散文に魅了される。—ジョイス・キャロル・オーツ, New York Review of Books
チャンドラーは私の好きな作家の1人だ。彼の本は数年ごとに読み返すに値する。その小説はアメリカの過去の完全なスナップショットであり、今は亡きロマン主義の表現は昨日書かれたかのように新鮮だ。—ジョナサン・レセム
チャンドラーは戦後の夢を発明したようである。タフで優しいヒーロー、危険なブロンド美女、雨で洗われた歩道、遠くの交通（や海）のうなり声…チャンドラーは我々の時代のクラシックで寂しいロマンチックなアウトサイダーであり、彼がいなければアメリカ文学や英文学はもっと貧しいものだっただろう。—Pico Iyer

## 主要作品リスト

### 長編
- 大いなる眠り（The Big Sleep, 1939年）
  - 双葉十三郎訳、創元推理文庫
  - 村上春樹訳、早川書房[23]
- さらば愛しき女よ（Farewell, My Lovely, 1940年）
  - 清水俊二訳、ハヤカワ・ミステリ文庫
  - 「さよなら、愛しい人」村上春樹訳、早川書房
- 高い窓（The High Window, 1942年）
  - 「ハイ・ウィンドォ」萩明二訳、別冊宝石（1950年）
  - 田中小実昌訳、ハヤカワ・ポケット・ミステリ
  - 清水俊二訳、ハヤカワ・ミステリ文庫
  - 村上春樹訳、早川書房
- 湖中の女（The Lady in the Lake, 1943年）
  - 二宮佳景[24]訳、別冊宝石（1950年）
  - 田中小実昌訳、ハヤカワ・ポケット・ミステリ
  - 清水俊二訳、ハヤカワ・ミステリ文庫
  - 「水底の女」村上春樹訳、早川書房
- かわいい女（The Little Sister, 1949年）
  - 「聖林殺人事件」清水俊二訳、別冊宝石（1950年）
  - 清水俊二訳、創元推理文庫
  - 「リトル・シスター」村上春樹訳、早川書房
- 長いお別れ（The Long Goodbye, 1953年）
  - 清水俊二訳、ハヤカワ・ミステリ文庫
  - 「ロング・グッドバイ」村上春樹訳、早川書房
  - 「長い別れ」田口俊樹訳、創元推理文庫
  - 「ザ・ロング・グッドバイ」市川亮平訳、小鳥遊書房
- プレイバック（Playback, 1958年）
  - 清水俊二訳、ハヤカワ・ミステリ文庫
  - 村上春樹訳、早川書房
  - 市川亮平訳、小鳥遊書房
  - 田口俊樹訳、創元推理文庫
- プードル・スプリングス物語（Poodle Springs, 1959年-1989年）
  - 菊池光訳、ハヤカワ・ミステリ文庫（未完作、実際に執筆したのは第4章まで、以降はロバート・B・パーカーの手に成る）

### 短編集

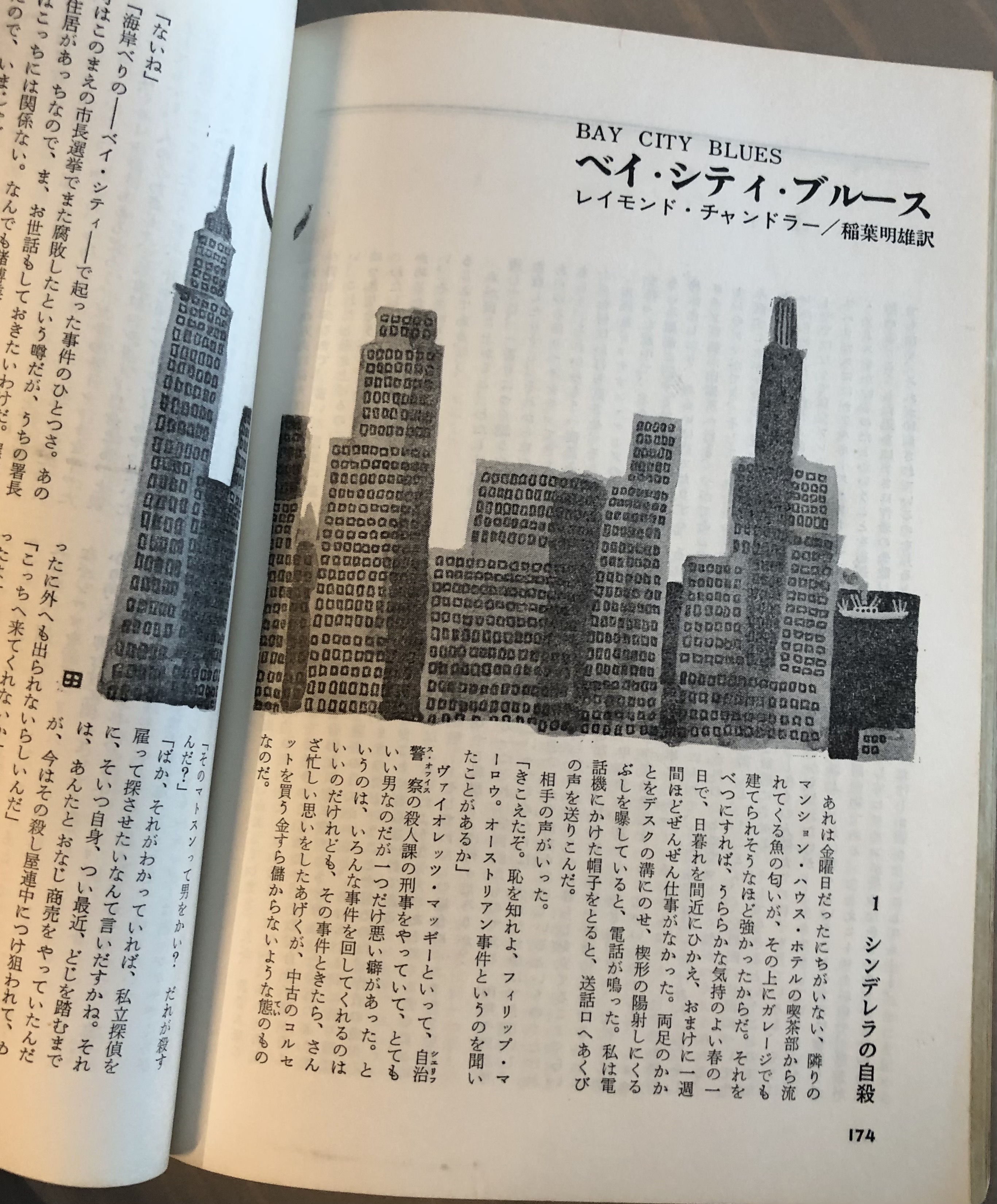
中編小説「ベイ・シティ・ブルース」（稲葉明雄訳）が掲載された『エラリイ・クイーンズ・ミステリ・マガジン』1964年10月号。

- ヌーン街で拾ったもの、清水俊二（他）訳、ハヤカワ・ポケット・ミステリ（1960年）
- チャンドラー短編全集1　赤い風、稲葉明雄訳、創元推理文庫（1963年）
- チャンドラー短編全集2　事件屋稼業、同上（1965年）
- チャンドラー短編全集3　待っている、同上（1968年）
- チャンドラー短編全集4　雨の殺人者、同上（1970年）
- マーロウ最後の事件、稲葉明雄訳、晶文社（1975年）
- チャンドラー美しい死顔、清水俊二（他）訳、講談社文庫（1979年）
- ベイ・シティ・ブルース、小泉喜美子訳、河出文庫（1988年）
- フィリップ・マーロウ、稲葉明雄訳、集英社文庫（1997年）
- チャンドラー短編全集1 キラー・イン・ザ・レイン、小鷹信光（他）訳、ハヤカワ・ミステリ文庫（2007年）
- チャンドラー短編全集2 トライ・ザ・ガール、木村二郎（他）訳、ハヤカワ・ミステリ文庫（2007年）
- チャンドラー短編全集3 レイディ・イン・ザ・レイク、小林宏明（他）訳、ハヤカワ・ミステリ文庫（2007年）
- チャンドラー短編全集4 トラブル・イズ・マイ・ビジネス、田口俊樹（他）訳、ハヤカワ・ミステリ文庫（2007年）

### 書簡・エッセイ集
- 「レイモンド・チャンドラー語る」（Raymond Chandler Speaking, 1962年）
  - ガーディナー＆ウォーカー編、清水俊二訳、早川書房、1967年、新版1984年

### 映画脚本
- 深夜の告白（Double Indemnity,パラマウント映画, 1944年） - ビリー・ワイルダーとの共同脚本。訳書は2000年に森田義信訳で小学館より刊行（ISBN 978-4093562218）。原作は、ジェームズ・M・ケイン の同題"Double Indemnity"、邦題は『殺人保険』（蕗沢忠枝訳、新潮文庫）。
- 愛のあけぼの（And Now Tomorrow,パラマウント映画, 1944年） - フランク・パートス との共同脚本、監督=アーヴィング・ビチェル、主演=アラン・ラッド、ロレッタ・ヤング、原作=レイチェル･フィールド（英語版）。
- The Unseen（英語版）（パラマウント映画,1945年）日本劇場未公開。監督= ルイス・アレン (映画監督)（英語版）、共同脚本=ヘイガー・ワイルド、主演=ジョエル・マクリー、ゲイル･ラッセル、原作=エセル・リナ・ホワイトの"Midnight House"（米題:"Her Heart in Her Throat"） 。
- 青い戦慄（The Blue Dahlia,パラマウント映画, 1946年） - オリジナル脚本。監督=ジョージ・マーシャル、主演=アラン・ラッド、ヴェロニカ・レイク、訳書は『ブルー・ダリア』小鷹信光訳、角川書店、1988年（ISBN 978-4047911758）。
- 見知らぬ乗客（Strangers on a Train,ワーナー・ブラザース, 1951年） - パトリシア・ハイスミスの小説をチェンツイ・オルモンドと共同で脚本化。監督=アルフレッド・ヒッチコック、主演=ファーリー・グレンジャー、ロバート・ウォーカー。

映画未製作
- The Innocent Mrs. Duff（パラマウント映画、1946年）原作=エリザベス・サンクセイ・ホールディン（英語版）
- Playback（ユニバーサル映画, 1948年） - オリジナル脚本。プレイバック (小説)の原型作で1985年にミステリアス・プレス社から「RAYMOND CHANDLER'S UNKNOWN THRILLER　The Screenplay of "PLAYBACK"」を刊行。日本語訳は各・小鷹信光訳で、『過去ある女ープレイバック』1986年にサンケイ文庫(ISBN 978-4383025072)、2014年に小学館文庫(ISBN 978-4094060379)で復刊。

他にオリジナル脚本のためのシノプシス
- Backfire:Story for the Screen（サンタ・テレサ・プレス、1984年）日本語訳は「バックファイア」清水俊二訳《ハヤカワ・ミステリ・マガジン》1986年7月号に掲載。のち『チャンドラー短編全集4 トラブル・イズ・マイ・ビジネス』横山啓明訳、2007年、ハヤカワミステリ文庫に収録。

## 受賞歴

### アカデミー賞
ノミネート
1945年 アカデミー脚本賞『深夜の告白』

## 著名なチャンドラリアン
- 熱心なファンのことを俗に「チャンドラリアン」とよぶ。

### 他国
- マイクル・コナリー
- ロバート・B・パーカー

### 日本
- 大藪春彦（熱心ではなかったものの影響を受けた作品として『長いお別れ』を挙げている）
- 大沢在昌
- 矢作俊彦
- 村上春樹 - 上記の訳書からの至言集『フィリップ・マーロウの教える生き方』（マーティン・アッシャー編、ハヤカワ・ミステリ文庫、2022年）がある。
- 原尞
- 生島治郎
- 平井和正
- 稲見一良